# Geleen
Geleen (limb. Gelaen) – miasto leżące w holenderskiej prowincji Limburg. Dziś miasto jest częścią gminy Sittard-Geleen i jest osadzone nad niewielką rzeką Geleen (zwaną także Geleenbeek). Dnia 1 stycznia 2001 roku Geleen Born i Sittard wspólnie tworzą nowe miasto Sittard-Geleen.